# Luke Hemmings
Luke Robert Hemmings (Sydney, 16 luglio 1996) è un cantautore e musicista australiano.
Componente dei 5 Seconds of Summer, con cui ha venduto 10 milioni di album, nel 2021 ha pubblicato il suo primo album da solista When Facing the Things We Turn Away From via Sony Music Australia.

## Biografia e carriera

### Esordi
Cresciuto in una famiglia umile nella periferia di Sydney, Hemmings ha iniziato a studiare chitarra sotto l'influenza di uno dei suoi fratelli. Ha successivamente conosciuto due altri componenti dei 5 Seconds of Summer (Calum Hood e Michael Clifford) alle scuole superiori, iniziando a collaborare con loro soltanto dopo aver superato un'antipatia personale verso Clifford. Nel 2011 inizia a pubblicare cover di brani musicali su YouTube, per poi decidere successivamente di non iscriversi all'ultimo anno di scuole superiori per concentrarsi sulla genesi del gruppo musicale.

### 5 Seconds of Summer
Il gruppo ha iniziato a caricare cover su YouTube e pubblicare degli EP autoprodotti, attirando così l'attenzione di Sony Music, che ha permesso loro di aprire un tour degli già noti One Direction. Successivamente hanno firmato un contratto con Capitol Records (Universal) e pubblicato il loro primo album. Il disco eponimo e i relativi singoli hanno ottenuto un ottimo successo a livello globale e sono stati supportati anche da un tour e un album live. Dopo un secondo album dai risultati meno entusiasmanti, il gruppo ha raggiunto un successo anche superiore a quello del debutto con Youngblood, album trainato da una title track che è diventata uno dei più grandi successi internazionali del 2018 e uno dei singoli più acquistati di sempre in Australia. Il loro quarto album Calm è stato pubblicato nel 2020: seppur impossibilitati ad eseguire un tour per via della pandemia di Covid-19, il gruppo ha comunque promosso l'album con singoli e portato avanti iniziative benefiche relative proprio alla pandemia.

### Carriera da solista
Nel 2021 firma un contratto discografico con Sony Music Australia e pubblica l'album di debutto When Facing the Things We Turn Away From, anticipato dai singoli Starting Line, Motion e Place in Me. L'album debutta in vetta alla classifica australiana e riesce ad entrare in classifica in varie nazioni tra cui Regno Unito, Nuova Zelanda, Stati Uniti e Polonia. Nel 2024 pubblica l'EP Boy, secondo progetto discografico da solista della sua carriera, ed esegue il suo primo tour mondiale da headliner.

## Discografia

### Solista

#### Album in studio
- 2021 – When Facing the Things We Turn Away From

#### EP
- 2024 – Boy

#### Singoli
- 2021 – Starting Line
- 2021 – Motion
- 2021 – Place in Me

#### Crediti come autore
- 2014 – Teenage Queen di Donghae & Eunhyuk
- 2017 – Who's Laughing Now di Goldfinger
- 2019 – Forgive di Gnash

### 5 Seconds of Summer
- 2014 – 5 Seconds of Summer
- 2015 – Sounds Good Feels Good
- 2018 – Youngblood
- 2020 – Calm
- 2022 – 5SOS5